# Acronicta confluens
Acronicta confluens är en fjärilsart som beskrevs av Lucas 1959. Acronicta confluens ingår i släktet Acronicta och familjen nattflyn. Inga underarter finns listade i Catalogue of Life.